# Plavební komora Strážnice I
Plavební komora Strážnice I, nebo starší název Plavební komora pravá - Strážnice, je vodní dopravní stavba na Baťově kanále. Nachází se na říčním kilometru 10,406, na katastrálním území obce Strážnice, ve vzdálenosti 1 km severně od středu obce. Předchozí plavební stupeň je Plavební komora Vnorovy II, následující plavební stupeň je Plavební komora Strážnice II.

## Historie
Plavební komora byla zprovozněna v roce 1938 a je součástí Vodohospodářského uzlu Strážnice, který umožňuje křížení Baťova kanálu a říčky Veličky. Tvoří jej Jez Strážnice, Plavební komora Strážnice I a Plavební komora Strážnice II. Původní vakový jez byl nahrazen klapkovým s automatickou regulací výšky hladiny - obě plavební komory proto nejsou využívány a slouží pouze jako protipovodňová vrata při povodních.
V letech 2000-2001 byla plavební komora celkově opravena, v roce 2006 pak byla vybudována obslužná lávka. Následně roce 2007 byla provedena automatizace protipovodňových vrat.

## Parametry plavební komory
| Celková délka plavební komory | 53,5 m         |
| Užitná délka plavební komory  | 38,6 m         |
| Šířka plavební komory         | 5,3 m          |
| Hloubka plavební komory       | 4,25 m         |
| Výška záporníku               | 0 m            |
| Rozdíl plavebních hladin      | 0 m            |
| Výška horní hladiny           | 167,87 m n. m. |
| Výška dolní hladiny           | 167,87 m n. m. |